# Cristian Osvaldo Álvarez
Cristian Osvaldo Álvarez (Buenos Aires, Argentina, 9 de enero de 1978) es un exfutbolista y actual entrenador argentino. Jugaba de defensor o volante derecho y su último club fue Argentinos Juniors de la Primera División de Argentina.

## Trayectoria
En sus inicios brilló en el Club Defensores de Arena, filial encubierta del Club Atlético Lanús.
Se desarrollaba como volante central .
Profesionalmente se inició en Lanús. Luego, en el 2002, pasó a préstamo a Arsenal. En 2003 vuelve al Granate donde es vendido al Racing de Santander de España. Tras jugar en dicho club, pasó a Córdoba y luego a Tenerife. En el 2006 regresó a Racing de Santander y más tarde tuvo una segunda etapa en Córdoba. En 2009 retornó a Argentina a vestir la camiseta del Arsenal por segunda vez. Un año más tarde, pasó a San Martín de San Juan. En junio de 2014 firmó con Argentinos, club donde se retiró. 
El destacado lateral derecho vistió la camiseta de la selección nacional dirigida por Diego Armando Maradona, siendo una de sus figuras. Una molestia lo dejó afuera del mundial.

## Selección nacional
Jugando para Arsenal fue citado para la selección argentina el 22 de diciembre de 2009, siendo partícipe en un amistoso contra la selección de Cataluña, donde Argentina perdió por 4-2.

## Clubes
| Club                   | País      | Año         |
| ---------------------- | --------- | ----------- |
| Lanús                  | Argentina | 1998 - 2002 |
| Arsenal                | Argentina | 2002 - 2003 |
| Lanús                  | Argentina | 2003 - 2004 |
| Racing de Santander    | España    | 2004 - 2005 |
| Tenerife               | España    | 2005 - 2006 |
| Racing de Santander    | España    | 2006 - 2007 |
| Córdoba                | España    | 2007 - 2009 |
| Arsenal                | Argentina | 2009 - 2011 |
| San Martín de San Juan | Argentina | 2011 - 2014 |
| Argentinos Juniors     | Argentina | 2014 - 2016 |

- Datos: Q3823407